# Джантэ, Йон
Йон Джантэ (рум. Ion Geantă; 12 сентября 1959) — румынский гребец, серебряный призёр Олимпийских игр.

## Карьера
На Олимпийских играх 1980 года Йон выиграл серебряную медаль в гребле на байдарках-четвёрках на 1000 метров вместе с Михаем Зафиу, Василе Дыбой и Никушором Ешану. На Играх 1984 года Джантэ в гребле на байдарках-двойках на 1000 метров не смог выйти в финал.